# Roman Tvrdoň
Roman Tvrdoň (ur. 29 stycznia 1981 w Trenczynie) – słowacki hokeista, reprezentant Słowacji.

## Kariera
- HC Dukla Trenczyn U18 (1995-1997)
- HC Dukla Trenczyn U20 (1997-1999)
- HC Dukla Trenczyn (1997-1998)
- Spokane Chiefs (1999-2001)
- Portland Pirates (2001-2004)
- Washington Capitals (2004)
- Nottingham Panthers (2004-2005)
- HC Pilzno 1929 (2005-2006)
- Slovan Bratysława (2006-2007)
- MsHK Žilina (2007-2008)
- Mietałłurg Żłobin (2008-2010)
- ŠHK 37 Piešťany (2009, 2010)
- HK 36 Skalica (2010)
- HC Dukla Trenczyn (2010-2012)
- Kompańjon Kijów (2012-2013)
- HK 95 Považská Bystrica (2013)
- Unia Oświęcim (2013-2014)
- Guildford Flames (2014-2015)
- ŠHK 37 Piešťany (2015-2016)
- EV Landshut (2016-2017)

Wychowanek Dukli Trenczyn. Do 1999 grał w zespołach juniorskich klubu. W drafcie NHL z 1999 został wybrany przez Washington Capitals. Wówczas wyjechał do USA i przez dwa lata grał w kanadyjskiej juniorskiej lidze WHL w ramach CHL. Następnie od 2001 przez dwa sezony grał w zespole farmerskim w AHL, zaś w drużynie Capitals w lidze NHL rozegrał jedynie osiem spotkań w 2004. W tym samym roku powrócił do Europy i od tego czasu grał kolejno w rozgrywkach brytyjskiej EIHL, czeskiej ekstraligi, słowackiej ekstraligi, białoruskiej ekstraligi, 1. ligi słowackiej, ukraińskiej PHL. W drużynie seniorskiej macierzystej Dukli Trenczyn grał w latach 2010-2012. Od grudnia 2013 zawodnik Unii Oświęcim w Polskiej Hokej Lidze. Był zawodnikiem Unii do końca sezonu 2013/2014. Od grudnia 2014 zawodnik Guildford Flames. Odszedł z klubu po zakończeniu sezonu. Od końca listopada 2015 zawodnik ŠHK 37 Piešťany. Od listopada 2016 zawodnik EV Landshut, z którego odszedł po zakończeniu sezonu 2016/2017.
Uczestniczył w turniejach mistrzostw świata juniorów do lat 18 1999, mistrzostw świata juniorów do lat 20 2001.
W trakcie kariery zyskał przydomek Twardy.

## Sukcesy
Reprezentacyjne
- Brązowy medal mistrzostw świata juniorów do lat 18: 1999

Klubowe
- Złoty medal mistrzostw Słowacji: 2007 ze Slovanem Bratysława
- Brązowy medal mistrzostw Białorusi: 2009 z Mietałłurgiem Żłobin
- Brązowy medal mistrzostw Słowacji: 2012 z Duklą Trenczyn
- Srebrny medal mistrzostw Ukrainy: 2013 z Kompańjonem Kijów

Indywidualne
- Western Hockey League 1999/2000:
  - Pierwsze miejsce w klasyfikacji asystentów w sezonie zasadniczym wśród pierwszoroczniaków: 44 asyst
  - Drugie miejsce w klasyfikacji kanadyjskiej w sezonie zasadniczym wśród pierwszoroczniaków: 70 punktów
- Profesionalna Chokejna Liha (2012/2013):
  - Pierwsze miejsce w klasyfikacji strzelców w sezonie zasadniczym: 19 goli[9]